# Аніак (річка)
Аніак ([ˌæniːˈæk]) (юпік : Anyaraq) являє собою 153-кілометрову притоку річки Кускокуїм в американському штаті Аляска. Починаючи на південь від озера Аніак, річка переважно тече на північ. Верхні ділянки омивають частину гір Кілбук і Кускокуїм, а нижні частини переходять до Кускокуїмської низовини та тундри. Річка впадає в річку Кускокуїм трохи на схід від Аніака.
Аніак — це слово юпіцькою мовою, що означає «місце, де воно виходить», яке стосується гирла річки Аніак. Ця річка відіграла свою роль у Золотій лихоманці Плейсер 1900–01, коли шукачі Нома кинулись до дельти річки Кускокуїм, почувши знахідки вздовж «Жовтої річки», яка пізніше вважалася річкою Аніак через жовтий відтінок мулу, який виносило з потоків витоків.
Аніак має відмінні можливості для спортивної риболовлі лосося, палії арктичної, пструга райдужного, сибірського харіуса, а також біля гирла річки навесні — північної щуки та нельми. Крім того, озеро Аніак підтримує популяції озерної форелі. Уздовж Аніака працює кілька організаторів спортивної риболовлі.
Судноплавство по річці ускладнене, оскільки вона стрімко протікає з безліччю каналів і безліччю небезпек, включаючи деревні заломи, затори та тральщики (дерева, що звисають безпосередньо над водою, які «підмітають» поверхню в міру протікання), які змінюють положення з кожним циклом таненням льоду навесні. Внизу річка більш судноплавна з досвідченим керманичем човна. Однак у верхів'ях річки, як правило, можна піднятися лише на плотах, на які можна висадитись літаком на озері Аніак, 160 км вище за течією від впадіння в Кускокуїм. Сама річка Аніак, приблизно 40 км від гирла, непридатна для льодових подорожей взимку через неповне замерзання та швидкість течії. Історичні зимові стежки паралельні більшій частині її довжини.